# برج‌های دوما
برج‌های دوما نام یکی از مجتمع‌های مسکونی شهر تهران است.
اراضی این مجموعه که در تپه‌های امانیه در جنوب تجریش واقع شده است، به محمد امان‌پور (یکی از مدیران شرکت هواپیمایی هما و پدر کریستیان امان‌پور، خبرنگار سی‌ان‌ان) تعلق داشت. امان‌پور با همکاری دیتریش پاول فرش، مهندس معمار و مدیرعامل شرکت «رویال آپارتمان ایران»، ساخت این مجموعه را آغاز کرد. " این شرکت در سال 1399 منحل گردیده است"  در قرارداد همکاری زمین از طرف امان‌پور و بودجه ساخت از طرف فرش تامین می‌شد. اولین آپارتمانها در سال 1353 تحویل گردید و پایان کار برجها در 1391/07/15 صادر شده و سندهای تکبرگ از طریق اداره ثبت شمیران در سال 1393 صادر و واحد ها به مالکیت اشخاص حقیقی واگذار گردیده است.
مساحت زمین مجموعه ۱۱ هزار متر و زیربنای آن ۴۴ هزار متر است و برجهای سه گانه دوما جمعا 292 واحد دارد. نخستین برج به نام «کوروش» با ۲۱ طبقه و ۹۰ واحد، برج دوم به نام «آریو» دارای ۱۱ طبقه و ۷۵ واحد است و یک واحد ویلایی ۵۴۱ متری نیز متصل به آن طراحی شده است. برج سوم، به نام «داریوش» ۲۱ طبقه و ۱۲۷ واحد دارد.